# 杭州市滨江医院
杭州市滨江医院，又名浙江大学医学院杭州滨江医院，浙江大学医学院附属第二医院滨江院区，是位于杭州市滨江区的一家非营利性、国有控股的股份制医院。于2008年由浙医二院、杭州市政府、滨江区政府共同出资建立，是三级甲等医院。

## 简介
2008年1月28日开工建设。占地约146亩，总建筑面积16.69万平米，设1200张床位。
在经营管理上实行所有权与经营权分离，实行董事会领导下的院长负责制。于2013年3月5日正式开业。浙二医院与滨江院区有B支3路区间公交车直达连接，于2013年12月25日开通。
可乘杭州地铁6号线至江汉路站C口下车，再走800米到达。

## 图集
- 大门
- 大楼主入口（东门）
- 主楼
- 主楼
- 正门
- 正门前的人行天桥